# تأثير عيد الميلاد
تأثير عيد الميلاد (يطلق عليه أحيانًا اسم كآبة عيد الميلاد، لاسيما عند الإشارة إلى الانتحار تحديدًا)، هو ظاهرة إحصائية تزداد وفقًا لها احتمالية موت الفرد يوم عيد ميلاده أو ما يقاربه من الأيام، لوحظ هذا التأثير بوساطة العديد من الدراسات التي استهدفت عامة السكان في انجلترا وويلز، وسويسرا، وأوكرانيا، والولايات المتحدة، وكذلك في مجتمعات أصغر، مثل اللاعبين في دوري كرة القاعدة الرئيسي.
لا تُظهر الدراسات هذا التأثير باستمرار؛ إذ وجد بعضها أن معدلات الوفاة للرجال والنساء تتباعد في الفترة التي تسبق أعياد ميلادهم، في حين لم تجد دراسات أخرى تأثيرًا ذا دلالة للجنس. تتضمن الآليات المقترحة لهذا التأثير: استهلاك الكحول، والتوتر النفسي المتعلق بعيد الميلاد، وزيادة خطر الانتحار، ومحاولة المرضى المشارفين على الوفاة الصمود إلى أعياد ميلادهم، والوعي بحتمية الموت، أو دورة فسيولوجية تتسبب بإضعاف الجسم سنويًا. وقد اقتُرح أن هذا التأثير ما هو إلا خطأ إحصائي نتيجة عيوب في الإبلاغ عن النتائج، مع ذلك، لوحظ تأثير عيد الميلاد في دراسات كانت قد سيطرت على المعروف من عيوب الإبلاغ.

## دراسات
مع ظهور البرامج الإحصائية التي تستطيع معالجة كمية كبيرة من مجاميع البيانات، أطلقت العديد من الدراسات على مستوى الدولة أو الولاية لإيجاد؛ هل كان لأعياد الميلاد أي تأثير على احتمالية الوفاة؟. استخدمت أول دراسة واسعة النطاق بيانات 2745149 فردًا من كاليفورنيا من الذين توفوا ما بين عامي 1969 و1990. بعد استبعاد العوامل الطارئة، مثل: (موسمية الوفيات، والجراحات الاختيارية، ومواليد التاسع والعشرين من شباط)، وكانت هنالك زيادة ملحوظة في وفيات الرجال في الأسبوع الذي يسبق أعياد ميلادهم، وفي الأسبوع الذي يتبع عيد الميلاد عند النساء. في الحالتين، لم يمثل عيد الميلاد ذروة احتمالية الوفاة، ولكنه اقترب منها، وكان هذا التأثير ثابتًا في العينات من العمر نفسه، وكذلك تلك التي تشترك في العرق نفسه.
وجدت دراسة سويسرية مشابهة أجرِيت على 12275033 سويسريًا أن أعلى نسب الوفيات في عيد الميلاد نفسه (17% أعلى من القيمة المتوقعة)، وكان التأثير أكبر عند الذين تجاوزوا سن الثمانين؛ ووجدت دراسة أخرى على بيانات سويسرية زيادة بمقدار 13.8% ونجحت بإرجاعها لأسباب معينة: النوبة القلبية والسكتة الدماغية (أكثر شيوعًا عند النساء)، والانتحار والحوادث (أكثر شيوعًا عند الرجال)، إضافة إلى زيادة الوفيات بسبب السرطان. من أصل 25 مليون أمريكي من الذين توفوا ما بين عامي 1998 و2011، توفي في يوم عيد الميلاد ما نسبته 6.7% أكثر من المتوقع، والتأثير كان أبرز في عطل نهاية الأسبوع، وعند الشباب ما بين 20 سنة و 29 سنة من العمر، كانت الزيادة تتجاوز 25%. ووجدت زيادة أكبر عند سكان كييف، إذ ما بين عامي 1990 و2000 كانت هنالك زيادة فوق المتوقع بنسبة 44.4% عند الرجال و36.2% عند النساء باحتمالية الوفاة في يوم عيد الميلاد. وظهر تأثير عيد الميلاد في دراسات أصغر أجريت على مجاميع سكانية فرعية، مثل تلك التي أجريت على لاعبي دوري كرة القاعدة الرئيسي، وكذلك الدراسة التي أجريت على المشاركين في إنشاء موسوعة التاريخ الأمريكي.
بالتركيز على وفيات الانتحار فقط، وجدت دراسات واسعة أن الانتحار بلغ ذروته في يوم عيد الميلاد أو بعده مباشرة في الدنمارك والمجر، ولكن لا ينطبق الأمر ذاته في بافاريا أو تايوان.
بطبيعة الحال، لم تتوصل دراسات أخرى للعلاقة نفسها. لم تجد دراسة أجريت على سكان الدنمارك والنمسا (ما مجموعه 2052680 وفاة في الفترة التي تناولها البحث) تأثير عيد ميلاد بنحو ثابت، مع أن طول حياة الأفراد يميل للترابط مع شهر الولادة، إذ إن الأفراد الذين ولدوا في الخريف أو الشتاء من المحتمل أن يتوفوا في الأشهر الأبعد عن تاريخ ميلادهم. في دراسة أجريت على جميع وفيات السرطان في ألمانيا من 1995 إلى 2009، لم يلاحظ دليل على وجود تأثير عيد الميلاد، ولكن وجدت تأثيرًا شبيها ألا وهو تأثير الكريسماس. توصلت دراسة صغيرة أجرِيت بوساطة ليونارد زوسن (Leonard Zusne) على عينات من الذكور والإناث إلى وجود تأثير عيد الميلاد، إذ امتلكت النساء احتمالية أكبر للوفاة مباشرة قبل عيد الميلاد، في حين امتلك الرجال احتمالية أكبر للوفاة مباشرة بعده، ولكن لم يكن هنالك وجود لتأثير عيد الميلاد عند حساب التأثير بصيغة معدل العينة أجمع. وجد الشيء نفسه في دراسة لبيانات الوفاة في إنجلترا وويلز، إذ كان -هناك- تأثير عيد ميلاد بارزًا إحصائيًا عند كل مجموعة فرعية (الرجال والنساء؛ في حال العزوبة والزواج والترمل)، ولكنه لم يلاحظ في المجموعة السكانية بصيغة كليّة.